# Piramida Cestiusza
Piramida Cestiusza – monumentalny grobowiec znajdujący się w Rzymie, przy prowadzącej do portu w Ostii via Ostiensis. Został wzniesiony około 12 roku p.n.e. dla Gajusza Cestiusza, pretora, trybuna ludowego i członka kolegium epulonów. Włączony w III wieku w obręb Muru Aureliana, sąsiaduje obecnie z pochodzącą z VI wieku Porta San Paolo i nowożytnym cmentarzem protestanckim.
Forma grobowca stanowi przykład panującej w Rzymie okresu Augusta egiptomanii. Nadano mu postać ostrosłupa o wysokości 36,4 m i długości boku podstawy 30 m. Konstrukcję wykonano z betonu i obłożono z zewnątrz blokami marmuru z Luna. Komora grobowa, mająca postać nakrytego sklepieniem kolebkowym prostopadłościanu o podstawie 5,85×4 m, ozdobiona została malowidłami w trzecim stylu pompejańskim.
Na wschodniej i zachodniej ścianie piramidy wyryta została inskrypcja dedykacyjna o treści
C CESTIUS L F POB EPULO PR TR PL | VII VIR EPOLONUM
Na ścianie wschodniej znajduje się ponadto druga inskrypcja o treści
OPUS APSOLUTUM EX TESTAMENTO DIEBUS CCCXXX | ARBITRATU | PONTI P F CLA MELAE HEREDIS ET POTHI L
W 1663 roku z polecenia papieża Aleksandra VII przeprowadzono renowację grobowca połączoną z pracami archeologicznymi, w trakcie których otwarto komorę grobową i odkopano dwie rzeźby z brązu. Wydarzenia te upamiętnia wyryta na fasadzie inskrypcja o treści INSTAURATUM AN DOMINI MDCLXIII.
W okresie średniowiecza piramida uchodziła za grobowiec legendarnego Remusa (Meta Remi) i łączona była z podobną konstrukcją znajdującą się na Watykanie, uchodzącą za grobowiec Romulusa (Meta Romuli), rozebraną około 1500 roku.